# Larribar-Sorhapuru
 Larribar-Sorhapuru  (en vasco Larribarre-Sorhapürü) es una población y comuna francesa, en la región de Aquitania, departamento de Pirineos Atlánticos, en el distrito de Bayona y cantón de País de Bidache, Amikuze y Ostibarre.

## Demografía
| Gráfica de evolución demográfica de Larribar-Sorhapuru entre 1800 y 2012 |
|                                                                          |

El resultado del año 1800 es la suma final de todos los datos parciales obtenidos antes de la creación de la comuna (12 de mayo de 1841).
Fuentes: Ldh/EHESS/Cassini e INSEE.